# Pokrzywdzony
Pokrzywdzony – w rozumieniu polskiego prawa karnego procesowego jest nim ten, czyje dobro prawne – takie jak życie, zdrowie, mienie lub cześć – zostało bezpośrednio naruszone lub zagrożone przez przestępstwo. W tej roli może występować osoba fizyczna, prawna, a także jednostka organizacyjna nieposiadająca osobowości prawnej, instytucja państwowa, samorządowa lub społeczna choćby nie posiadała osobowości prawnej. Za pokrzywdzonego uważa się także zakład ubezpieczeń w zakresie, w jakim pokrył szkodę wyrządzoną pokrzywdzonemu przez przestępstwo albo jest zobowiązany do jej pokrycia.
Jeżeli pokrzywdzony jest osobą małoletnią, jego prawa wykonuje przedstawiciel ustawowy albo osoba, pod której stałą pieczą pokrzywdzony pozostaje.
W razie śmierci pokrzywdzonego jego prawa mogą wykonywać osoby najbliższe, a w ich braku prokurator.

## Uprawnienia pokrzywdzonego
Pokrzywdzony jest stroną postępowania przygotowawczego, co oznacza, że ma prawo zaznajamiać się z treścią akt za zgodą prowadzącego postępowanie, składać wnioski o dokonanie czynności dowodowych i być przy nich obecnym oraz zaskarżać orzeczenia organu prowadzącego postępowanie.
Na etapie postępowania sądowego do momentu odczytania aktu oskarżenia na rozprawie głównej pokrzywdzony może złożyć oświadczenie o zamiarze działania w charakterze oskarżyciela posiłkowego, w przeciwnym razie nie nabywa statusu strony w postępowaniu. W tych samych granicach czasowych pokrzywdzony miał do 2015 r. prawo wytoczyć przeciwko oskarżonemu powództwo cywilne w postępowaniu karnym. 
Do momentu zakończenia przewodu sądowego przysługuje mu prawo złożenia wniosku o nałożenie na oskarżonego środka kompensacyjnego w postaci obowiązku naprawienia szkody (art. 49a k.p.k.).

## Odszkodowania dla ofiar przestępstw
Ofiarom niektórych przestępstw w przypadku gdy uzyskanie zadośćuczynienia od sprawcy jest niemożliwe przysługuje odszkodowanie od Skarbu Państwa. W praktyce skala wypłacanych odszkodowań jest niewielka. W 2006 roku wypłacono 58 tys. zł (0,2% zarezerwowanej na ten cel kwoty), w 2007 – 125 tys. zł. Według mediów główną przyczyną jest brak właściwych informacji ze strony organów ścigania i wymiaru sprawiedliwości oraz przeszkody proceduralne ze strony sądów, które takie odszkodowania orzekają.

## Obowiązki pokrzywdzonego
Jeżeli karalność czynu zależy od stanu zdrowia pokrzywdzonego, obowiązany jest on poddać się badaniom lekarskim i oględzinom ciała z wyjątkiem zabiegów chirurgicznych i obserwacji w zakładzie leczniczym.